# De temporum ratione
Il De temporum ratione è un trattato scritto in latino dal monaco anglosassone nortumbriano Beda nel 725. Quest'opera include un'introduzione sulla tradizionale visione medievale del cosmo, una spiegazione su come la sfericità della terra influenzi il cambiamento della lunghezza del giorno sul movimento stagionale del sole e della luna e sul rapporto quantitativo fra i cambiamenti delle maree in un determinato posto e il quotidiano movimento della luna.
Il De temporum ratione descrive una varietà di antichi calendari, compreso quello anglosassone. Il punto focale del De temporum ratione è il calcolo della data della Pasqua, per il quale Beda descrive il metodo sviluppato da Dionigi Esiguo. Fornisce inoltre altri calcoli riguardanti il calendario.